# HMS Adventure (1924)
HMS Adventure (Корабль Его Величества «Эдвенчер») — британский крейсер-минный заградитель, построенный для Королевского флота в 1920-е годы. Единственный корабль своего типа. Первый британский крупный боевой корабль, спроектированный и построенный после Первой мировой войны. Первый британский крупный не парусный боевой корабль с транцевой кормой (заменена крейсерской кормой при реконструкции корабля). Первый британский корабль, зашедший в порт СССР с начала Второй мировой войны.
«Эдвенчер» имел оригинальную двухвальную комбинированную силовую установку, сочетавшую турбозубчатые агрегаты полного хода с дизель-электрической схемой экономического хода.
В мае 1927 года вошёл в состав Атлантического флота. В дальнейшем служил как в английских водах, так и на заграничных станциях: в Китае и на Средиземном море; принял участие во Второй мировой войне. В годы войны дважды подрывался на германских минах; выставил 12 401 британскую мину. В 1944 году, накануне высадки в Нормандии, переоборудован в плавучую мастерскую для ремонта десантно-высадочных средств. Списан в 1945 году, разобран в 1947 году.

## История разработки проекта
Впервые идея о необходимости постройки специализированного минного заградителя отмечена в документах Контролёра Адмиралтейства в июле 1918 года, спустя примерно месяц после того, как на эту должность был назначен контр-адмирал Чарльз де Бартоломе. Первоначальный замысел предполагал, что такой корабль должен был за ночь пройти до прибрежных вод Германии и обратно, для чего требовалось длительно поддерживать скорость хода, равную 30—35 узлов (55,6—64,8 км/ч). Скорость экономического хода должна была составлять 20 узлов, что было заметно выше обычных для того времени значений, а дальность плавания — 2000 морских миль 20-узловым ходом или 1000 миль полным ходом. Силуэт корабля должен был максимально напоминать современные ему боевые корабли, дабы противник не смог определить его истинное назначение. Тогда же было озвучено требование малой осадки — порядка 12—13 футов (3,7—4,0 м), дабы корабль мог действовать в контролируемых немцами районах, однако позднее было решено принять за прототип осадку крейсера «Кавендиш» типа «Хокинс».
Мины должны были храниться на четырёх рельсовых путях и сбрасываться за корму с четырёх минных скатов без каких-либо промежуточных перегрузочных операций. Высота сброса — не более 12 футов (3,65 м) над уровнем моря. Для быстрой погрузки мин на борт заградитель должен был иметь по 4 люка с каждого борта, оборудованных грузовыми стрелами. Расположение люков должно было быть таким, чтобы мины с якорями ставились непосредственно на рельсы, без промежуточных перегрузок. Для сбрасывания мин через лацпорты была взята идея бесконечной цепи (конвейера), внедрённая ранее на американских заградителях, занимавшихся постановкой Северного барража. Артиллерийское вооружение такого корабля должно было состоять из шести 120-мм или восьми 102-мм орудий (в итоге приняли второй вариант), и двух 76-мм зенитных орудий.

### Первые варианты эскизного проекта
Главный строитель флота (англ. Director of Naval Construction) Юстас Теннисон д’Эйнкуорт предложил взять за основу корпус строящегося крейсера «Кавендиш» или же проектировавшихся на тот момент крейсеров типа «E», отдавая предпочтение «Кавендишу» с небольшими булями.
По итогам анализа первого варианта эскизного проекта выходило, что броневая защита практически отсутствует, поскольку большая часть лимита весовой нагрузки приходилась на минное вооружение. Вес 400 мин составлял 335 дл. тонн, минных рельсов — 500 дл. тонн, прочего минного оборудования — 150 дл. тонн. Ещё 140 дл. тонн весило артиллерийское вооружение. Кроме того, минный заградитель, выполненный на основе корпуса «Хокинса», получался примерно равным ему по размерам — 11 375 длинных тонн (11 558 тонны) водоизмещения при полной нагрузке против 11 630 длинных тонн (11 820 тонны). Также, представлялось очень сложным выполнить требования в части дальности плавания, так как на полном ходу корабль потреблял в два раза больше топлива на пройденную милю, чем на 20-узловом.
Альтернативный вариант базировался на меньших по размерам, но более быстроходных крейсерах типа «E», чья облегчённая силовая установка развивала мощность 80 000 л. с. против 60 000 л. с. у «хокинсов». Вес артиллерии с защитой у крейсеров типа «E» достигал 1055 длинных тонн (1072 тонны), бронирование было минимальным (90 дл. тонн), что позволяло выделить 790 длинных тонн (803 тонны), необходимые для мин и артиллерии. Однако и этот вариант сочли неудовлетворительным и спустя несколько дней после его рассмотрения Контролёр распорядился прекратить работы над проектами крупного минзага и сосредоточить усилия на варианте «G» — на основе лёгкого крейсера типа «D».
Этот вариант имел водоизмещение 4100 длинных тонн (4166 тонны), длину 128 м, ширину 12,8 м, осадку 4,6 м в (полном грузу) и при мощности 52 000 л. с. развивал скорость 30 узлов при полной нагрузке и 31 — без груза мин. Ради уменьшения размеров корабля количество мин сократили до 200 штук (250 — по возможности), а количество орудий — до четырёх 120-мм или 102-мм и одного 76-мм зенитного. Мины должны были размещаться на верхней палубе. Дальность плавания осталась неизменной, что потребовало разместить на корабле 950 длинных тонн (965,2 тонны) топлива (против 350 тонн у крейсеров типа «D»). Броневая защита, как и у прошлых вариантов, не предусматривалась.
Спецификация, датированная 22 августа 1918 года, описывала корабль нормальным водоизмещением 4100 дл. тонн (после обсуждения увеличили до 4772, дабы «вписать» мощную силовую установку) и полным в 4850 дл. тонн. Стоимость постройки оценивалась в 480 тысяч фунтов стерлингов, период постройки — 22 месяца. В конце августа — начале сентября все работы над проектом прекратили ввиду скорого окончания войны.

### Новые варианты
Обсуждение быстроходного минного заградителя возобновилось в середине 1920 года. 5 июля новый Контролёр Адмиралтейства контр-адмирал Фредерик Филд поднял вопрос о необходимости постройки такого корабля на замену подлежащему списанию минному заградителю «Принцесс Маргарет». Задание на проектирование в общих чертах повторяло задание 1918 года, но с послаблением в отношении минной нагрузки и радиуса действия, сводясь к четырём основным пунктам:
- 250 мин (больше — по возможности) на одной закрытой минной палубе[9];
- скорость и дальность плавания — как у современных лёгких крейсеров;
- размещение минной палубы должно позволять сбрасывать мины с высоты 12 футов (3,65 м) над ватерлинией[10].
- Хорошая противовоздушная защита[9].

Контролёр полагал, что водоизмещение корабля должно быть в пределах от 4000 до 7000 дл. тонн, а артиллерийское вооружение — должно обеспечивать надёжную защиту от авиации. Главный конструктор флота поручил разработку эскизного проекта морскому инженеру Чарльзу Лилликрапу, начальнику секции крейсеров. Последний подготовил два варианта эскизного проекта на основе корпусов крейсеров типов «E» и «D».
Проект на основе типа «E» имел длину 155,5 м, водоизмещение — 6700 дл. тонн (при запасе топлива 450 дл. тонн), при этом заявлялось, что для достижения 30-узловой скорости достаточно мощности 24 000 л. с., что вызывает недоверие у современных историков.
Проект на основе типа «D» имел большие балластные цистерны в носу и корме, длина составляла 137,2 м, ширина по ватерлинии — 14 м, наибольшая — 15,85 м (за счёт булей, глубина которых достигала 4 м). Осадка — 4,58 м. Водоизмещение оценивалось в 4900 дл. тонн без броневой защиты, однако вскоре возросло до 5400 дл. тонн, включая 300 дл. тонн нефти. При этом полный запас топлива составлял 1300 дл. тонн. Как и во всех предыдущих случаях, вес мин и оборудования для их постановки (375 дл. тонн) значительно превосходил вес артиллерии (70 дл. тонн), состоявшей из восьми 76-мм зенитных орудий. Корабль не имел никакой защиты кроме булей. Анализ проекта выявил недостаточную остойчивость, что потребовало соответствующего увеличения ширины и других размерений.
25 сентября 1920 года д’Эйнкурт представил на рассмотрение обновлённый проект Лилликрапа:
- водоизмещение — 6760 длинных тонн (6868 тонны);
- длина — 150,85 м, ширина по ватерлинии — 15,85 м, наибольшая — 17,68 м, осадка — 4,58 м;
- бронирование отсутствует; бортовые були — как на типе «Хокинс»;
- вооружение — восемь 76-мм зенитных орудий, 280 мин стандартного типа; четыре рельсовых пути; два лацпорта; высота сброса 3,2 м;
- силовая установка — как на типе «D»; мощность — 40 000 л. с.; скорость — 28 узлов (при половинных запасах)[10];
- дальность плавания — 6000 миль 14-узловым ходом при запасе топлива 1600 длинных тонн (1626 тонны);
- стоимость — 1 250 000 фунтов стерлингов[11].

В октябре, после рассмотрения проектов, д’Эйнкурт предложил переоборудовать один из имеющихся крейсеров, однако Первый морской лорд адмирал Битти отверг эту идею, считая, что новый корабль следовало рассматривать как прототип для постройки эскадры заградителей для Флота метрополии, а также использовать для отработки перспективной техники минных постановок.

### Окончательный проект
Дальнейшие обсуждения привели к изменениям в проекте. Так, впервые для крупных кораблей британского флота была применена транцевая корма. Кроме того, на корабль решили установить экспериментальную дизельную установку, которую предполагалось использовать только в мирное время, а в военное — снять, использовав освободившееся место для других целей. Вместо 76-мм орудий было решено установить четыре 120-мм орудия с боезапасом 200 снарядов на ствол, а также два многоствольных «пом-пома», хотя спецификация на последние ещё только разрабатывалась Морским комитетом по противовоздушной обороне (англ. Naval Anti-Aircraft Committee).
1 апреля 1921 года Лилликрап представил на рассмотрение 7550-тонный корабль, имевший длину между перпендикулярами 155,45 м, ширину 18,24 м, осадку 4,72 м и требовавший для достижения 28-узловой скорости мощность 52 000 л. с.. После обсуждения с главным конструктором длина была уменьшена до 152,4 м, ширина — до 17,98 м, осадка — до 4,65 м, водоизмещение — до 7150 длинных тонн (7265 тонны). При этих размерениях для достижения заданной скорости требовалась мощность 55 000 л. с., с имеющейся же в наличии силовой установкой крейсеров типа «C» и «D» (40 000 л. с..) скорость падала как минимум до 27,75, а скорее — до 27,5 узлов.
21 апреля 1921 года проект был представлен Совету Адмиралтейства в таком виде и был одобрен. Минный заградитель получил наименование «Эдвенчер» (англ. Adventure), став двадцатым кораблём Королевского флота, носящим это имя. Строительство корабля финансировалось в рамках программы 1922 года. 18 июля 1921 года заказ на постройку получила королевская верфь в Девонпорте; субподряд на изготовление силовой установки достался фирме «Виккерс». Закладка «Эдвенчера» состоялась 29 ноября 1922 года; спущен на воду 18 июня 1924 года. Из-за проблем с изготовлением дизельной установки сдача корабля Королевскому флоту началась только в конце 1925 года. В конце 1926 года корабль вошёл в строй Королевского флота, получив тактический номер M23.

## Конструкция
Будучи первым британским крупным кораблём, спроектированным и построенным после Первой мировой войны, «Эдвенчер» вобрал в себя множество новых технических решений, предложенных его создателями — д’Эйнкуртом и Лилликрапом.

### Корпус и защита
«Эдвенчер» имел гладкопалубный корпус с большой высотой надводного борта, что во многом было обусловлено требованием иметь закрытую минную палубу. Высота борта при нормальной нагрузке достигала 9,22 м в носу, 5,76 м на миделе и 6,07 м в корме. Осадка носом составляла 4,27 м, кормой — 4,88 м; в полном грузу корабль погружался в воду на 5,33 м. Форштевень — прямой, наклонный, без скругления на переходе к килю. Для улучшения мореходности корпус был снабжён скуловыми килями.
В основу конструкции корпуса была положена идея «интегрированных булей», применённая ранее д’Эйнкуртом на последних британских линейных крейсерах «Ринаун», «Корейджес» и «Худ», тяжёлых крейсерах типа «Хокинс», а также на заложенных несколько позже крейсерах типа «Кент». В сечении по мидель-шпангоуту выше ватерлии корпус имел трапециевидную форму, а ниже ватерлинии — переходил в були грушевидной формы. Були должны были защищать машинные и котельные отделения от подводных взрывов и снарядов, попавших ниже ватерлинии. Однако, в силу ограниченной глубины (порядка 1,2 м) эффективность такой защиты была довольно низкой.
Бронирование ограничивалось коротким броневым поясом толщиной 25 мм из стали высокого сопротивления марки HT (англ. High Tensile Steel), уложенной на обшивку из 25-мм кораблестроительной стали, и плоской броневой палубой толщиной 25 мм, которые прикрывали только отсеки силовой установки. Минная палуба не была прикрыта бронёй вовсе.
«Эдвенчер» стал первым крупным британским кораблём, оснащённым транцевой кормой, что несколько повысило пропульсивный коэффициент, однако испытания корабля показали, что мины при постановке опасно притягиваются к транцу из-за возникающей зоны пониженного давления. Проблему решили во время первого крупного ремонта в 1931—1932 годах, перестроив кормовую оконечность таким образом, чтобы придать ей традиционные крейсерские очертания. Переделки увеличили длину корабля почти на 6 метров. Минные лацпорты стали выступать за корму в виде своеобразных балконов. Транцевую корму не применяли на крупных британских кораблях вплоть до строительства лёгких крейсеров типа «Фиджи» (1939 год).
Верхняя палуба имела деревянное покрытие везде, кроме короткого участка перед носовым волноломом.

### Архитектурный облик
Силуэт корабля отличался простотой и лаконичностью. Почти вдоль всей верхней палубы тянулась одноярусная надстройка, которая выглядела сплошной, но на деле в ней имелись разрывы перед и позади второй трубы. В районе носового мостика и кормовой группы орудий надстройка доходила по ширине почти до бортов, а в средней части была узкой.
Конструкция двухъярусной носовой надстройки с трёхногой фок-мачтой напоминала таковую у крейсеров типа «D». Также как и у них, у минного заградителя отсутствовала тяжёлая боевая рубка. На просторном фор-марсе размещался пост управления огнём.
«Эдвенчер» имел две дымовых трубы. Кормовая была шире носовой, сзади к ней примыкала тонкая труба выхлопа дизельных двигателей. Дымовые трубы и обе мачты со стеньгами имели наклон к корме.
Между кормовой трубой и грот-мачтой располагалась специальная прожекторная площадка, на которой находились два 36-дюймовых (91-см) боевых прожектора.

### Якорное оборудование
Подобно крейсерам типа «D», «Эдвенчер» оснащался тремя якорями Холла (два основных становых и один запасной), для которых имелись три якорных клюза: один по левому борту, два — по правому. Корабль имел три носовых шпиля с электрическим приводом: два якорных и один швартовый.

### Энергетическая установка
«Эдвенчер» оснастили оригинальной двухвальной комбинированной энергетической установкой, сочетавшей турбозубчатые агрегаты полного хода с дизель-электрической схемой экономического хода.
В качестве главной энергетической установки была использована стандартная паротурбинная установка, использовавшаяся на лёгких крейсерах типов «C» и «D» и хорошо зарекомендовавшая себя в эксплуатации. В состав установки входили два турбозубчатых агрегата системы «Парсонс» мощностью 40 000 л. с. и шесть водотрубных паровых котлов системы Ярроу (рабочее давление пара — 16,54 кг/см²).
В сравнении с крейсерами, на «Эдвенчере» размещение паровых котлов было изменено. В более длинном носовом котельном отделении размещались четыре котла, тогда как в кормовом остались только два. При этом дымоходы двух носовых котлов выводились в носовую трубу, а четырёх других — в более широкую кормовую (на крейсерах широкой была носовая труба).
В отсеке дизель-генераторов, расположенном между машинными и котельными отделениями, размещались два восьмицилиндровых четырёхтактных дизельных двигателя фирмы «Виккерс» мощностью по 2300 л. с.. Продукты сгорания дизельного топлива выводились в тонкую выхлопную трубу, стоявшую впритык к кормовой. Первое время труба выступала над коротким блоком глушителей, но после проведения испытаний в 1926 году конструкцию переделали в монолитную трубу равной с остальными трубами высоты.
Каждый из дизельных двигателей работал на трёхфазный генератор переменного тока, способный выдавать мощность в 1650 кВт продолжительное время или же 2120 кВт в течение шести часов. Два индукционных (асинхронных) четырёхлопастных электродвигателя мощностью по 4000 л. с. подключались к гребным валам через редукторы главных турбозубчатых агрегатов. Проблемой такой конструкции являлось то, что для переключения с дизелей на паровые турбины или наоборот требовалась полная остановка корабля на срок от одного до двух часов.
Согласно проекту, корабль должен был развивать 28-узловую скорость полного хода при нормальной загрузке и 27 узлов в полном грузу. Реально полученные на испытаниях результаты в литературе не приводятся, а максимальная скорость указывается в диапазоне от 27,5 до 27,75 узлов. Британский историк флота Норман Фридман утверждает, что в 1942 году «Эдвенчер» ещё мог развить 27 узлов.
Дизель-электрическая установка экономического хода обеспечивала скорость 17 узлов. Данные о запасе дизельного топлива и дальности плавания под дизелями в литературе также отсутствуют.

### Вооружение

#### Минно-торпедное
340 мин типа H-II (стандартная якорная мина конца Первой мировой войны, принята на вооружение в 1917 году, заряд — 145 кг) или 280 мин типа Mk.XIV (принята на вооружение в 1920-е годы, заряд — 145 или 227 кг). Для размещения мин предназначалась закрытая минная палуба длиной 107,8 м. Мины принимались на четыре рельсовых пути — по два с каждого борта. Постановка мин производилась через четыре кормовых лацпорта, а погрузка мин на рельсы — через четыре грузовых люка в палубе. Два люка располагались в районе грот-мачты и предназначались для установки мин на внутреннюю пару рельс, ещё два — между основаниями боковых опор фок-мачты и носовыми шлюпбалками, через них мины грузились на внешние рельсы. Возле каждого люка устанавливались деррик-кран и грузовая лебёдка.
Для защиты от якорных мин имелись два паравана-охранителя. В походном положении их хранили на нижнем ярусе носовой надстройки, а постановку производили с помощью носовых минопогрузочных кранов.

#### Артиллерийское
При полной минной нагрузке центр тяжести корабля находился довольно высоко, а метацентрическая высота, и, соответственно, остойчивость, снижались. Это означало, что «Эдвенчер» не мог нести артиллерийское вооружение, сравнимое по мощи с типичным главным калибром крейсеров. Вместо него корабль получил четыре 120-мм универсальных орудия Mk.VIII в установках Mk.XII, располагавшихся на позициях А, Q, X и Y.
Вместимость артиллерийских погребов «Эдвенчера» — 200 снарядов на орудие.
Для управления огнем служили расположенный на фор-марсе директор с приспособлениями для установки прицела и целика, и два 12-футовых (3,66 м) дальномера.
В предвоенные годы главный калибр «Эдвенчура» считался неоправданно слабым для корабля таких размеров, однако, в годы Второй мировой войны, благодаря своей универсальности, он показал себя гораздо более востребованным, чем, например, 152-мм орудия старых лёгких крейсеров, обладавшие малыми углами возвышения.
Помимо главного калибра на «Эдвенчуре» имелись 47-мм салютные пушки системы Гочкиса, стоявшие на надстроечной палубе в районе грот-мачты, и десять 7,7-мм пулемётов «Виккерс», которые могли устанавливаться на лёгких переносных тумбах в разных местах корабля.

#### Зенитное
По проекту корабль должен был получить зенитные 40-мм/40 автоматы «Виккерс» Mk.VIII, однако разработка этого оружия затянулась, и к моменту вступления «Эдвенчера» в строй автомат ещё не был принят на вооружение. Минный заградитель получил четыре стандартных «пом-пома» Mk.II в одинарных установках, два из которых расположились на носовой возвышенной позиции B, а еще два — на кормовой надстройке, между грот-мачтой и орудием на позиции Q.

### Модернизации
В 1931—1932 годах прошёл ремонт, произведена переделка кормы из транцевой в крейсерскую, наибольшая длина корабля увеличилась до 164,29 метра. Тогда же на прожекторную площадку установили дополнительный дальномер.
В 1938 году четыре одноствольных зенитных автомата заменили на одну восьмиствольную установку Mk.VI, смонтированную на позиции B (боезапас — 1800 патронов на ствол). Примерно в то же время в районе прожекторной площадки на уровне надстроечной палубы установили два четырёхствольных 12,7-мм пулемёта «Виккерс» Mk.III.
С января по август 1940 года «Эдвенчер» находился в Плимуте, где его ремонтировали после подрыва на немецкой мине. В ходе ремонта была смонтирована система размагничивания и установлен прибор SA для защиты от акустических мин. Согласно произведенным 9 сентября замерам, стандартное водоизмещение корабля составило 6650 длинных тонн (6757 тонны), среднее углубление — 4,24 м.
С февраля по июль 1941 года — ремонтные работы в Ливерпуле. Внесены следующие изменения:
- демонтирована дизель-электрическая установка и её труба, помещение использовано для других нужд;
- снята стеньга с фок-мачты; грот-мачта заменена треногой;
- на фор-марсе установлен зенитный директор HACS Mk.IV[15];
- вокруг 120-мм орудий установлены защитные экраны;
- прожекторная площадка демонтирована, прожекторы установлены на площадки надстроечной палубы у кормовой трубы, дальномер перенесён на позицию между грот-мачтой и артиллерийской установкой Q[16].

С марта по апрель 1942 года — на ремонте в Саутгемптоне. Произведены следующие работы:
- сняты 12,7-мм пулемёты, вместо них установлены семь одноствольных 20-мм «эрликонов» Mk.III (один — на площадке у грот-мачты; остальные — побортно в средней части, в том числе два — на месте 12,7-мм пулемётов);
- установлены радиолокационные станции обнаружения целей Тип 291[англ.] (на грот-мачте), Тип 272 (на площадке под фор-марсом) и управления огнём Тип 285[англ.] (на зенитном директоре)[16].

С ноября 1943 года по февраль 1944 года «Эдвенчер» прошёл переоборудование в плавучую мастерскую для ремонта десантно-высадочных средств намечавшейся высадки в Нормандии. Количество 120-мм орудий и 40-мм автомат остались прежними, однако количество 20-мм «эрликонов» увеличилось с 7 до 18 (4 × 2 установки Mk.V и 10 × 1 Mk.III). Корабль лишился минного оборудования, однако в официальных бумагах Адмиралтейства продолжал упоминаться как «большой минный заградитель» вплоть до октября 1945 года, когда корабль был разоружён и подготовлен к списанию.

## Служба

### Предвоенные годы
Завершив цикл испытаний, в мае 1927 года «Эдвенчер» вошёл в состав Атлантического флота. В 1928—1929 годах кораблём командовал кэптен Джон Каннингхэм, будущий адмирал флота и Первый морской лорд. Впоследствии заградитель служил как в водах метрополии, так и на заграничных станциях: в Китае и на Средиземном море.
Лето 1939 года заградитель встретил, находясь в резерве в Девонпорте, однако вскоре поступил приказ о вводе корабля в состав действующего флота. 31 июля на корабль прибыли 7 офицеров и 184 матроса, сменившие 35 человек, ранее находившихся на борту. На следующий день экипаж пополнили ещё 38 моряков. 2 августа «Эдвенчер» под командованием кэптена Артура Халфхайда вышел в море, 3 августа принял груз мин в Портсмуте, и 5 августа перешёл в Портленд, где 9 августа состоялся королевский смотр флота. Оставшиеся дни августа экипаж посвятил учениям: отработке навыков минных постановок и стрельбе из орудий и зенитных пулемётов. В Портленде его и застало известие о начале войны.

### Вторая мировая война

#### 1939 год
7 сентября 1939 года «Эдвенчер» и вспомогательные минные заградители «Шеппертон» и «Хэмптон», прикрываемые крейсером ПВО «Каир», перешли в Дувр, где приняли груз мин. Вскоре в Дуврском проливе началась постановка минного заграждения GR. Корабли выходили в море 11, 13, 14 и 15 сентября, поставив 3119 мин. На этих минах подорвались и погибли немецкие подводные лодки U-12 (8 октября), U-40 (13 октября) и U-16 (24 октября). После гибели U-16 командование Кригсмарине запретило подводным лодкам проход Дуврским проливом, после чего им пришлось выходить в Атлантику, огибая Британские острова.
17 сентября «Эдвенчер» прибыл в Портсмут. 2 октября корабль привели в боевую готовность и два дня спустя он принял мины для намеченной постановки глубоководного противолодочного заграждения AD у мыса Фламборо-Хед, однако из-за нехватки кораблей эскорта постановка несколько раз откладывалась. 10 октября «Эдвенчер» провёл учебные стрельбы на Спитхедском рейде, затем вернулся в Портсмут для приёма топлива и продовольствия, вечером 20 октября вышел в море, утром 21 октября бросил якорь в устье Темзы, а на следующий день, 22 октября, прибыл в Иммингхем. Утром 25 октября «Эдвенчер» выставил первую партию мин на линии AD, вторую часть постановки, намеченную на утро 27 октября, из-за воздушного налёта перенесли на поздний вечер.
Вечером 30 октября «Эдвенчер» в очередной раз вышел из Иммингхема, с 22:30 до 03:42 произвёл постановку якорных мин в Северном море и в 11:52 прибыл в Росайт. 8 ноября вернулся в Хамбер, 11 ноября командир корабля кэптен Халфхайд получил приказ следовать в Портсмут для участия в запланированной серии постановок у голландского побережья. На следующий день для сопровождения «Эдвенчера» прибыли эсминцы «Базилиск» (коммандер Ричард) и «Бланш» (лейтенант-коммандер Обри). Вечером корабли покинули Гримсби, однако около 21 часа были вынуждены бросить якоря из-за тумана над морем.
В 03:05 13 ноября «Эдвенчер» и эскорт подняли якоря и продолжили движение. В 05:06, на входе в залив Темзы, корабли уменьшили скорость до 9 узлов и поставили параваны, «Базилиск» и «Бланш» шли впереди минного заградителя. В 05:17 с «Эдвенчера» наблюдали взрыв по пеленгу 140° на дистанции около 10 миль, а в 05:26, когда корабль находился в 3 милях от плавучего маяка Тонг, ещё один взрыв прогремел прямо под мостиком «Эдвенчера» с левого борта.
Взрыв практически разрушил мостик, вся внутрикорабельная связь была нарушена, однако включилась корабельная сирена, мешавшая передаче сообщений голосом. Крейсер стал медленно описывать циркуляцию вправо, понадобилось семь минут, чтобы перевести управление кораблём на кормовой пост и передать в машинное отделение команду остановиться. Согласно докладу командира корабля, получили повреждения все помещения между 54-м и 78-м шпангоутами.
Потери: в носовых кубриках 24 человека убиты или выброшены за борт и утонули, 69 получили ранения. Машины и котлы не пострадали, образовавшийся крен в 7° на левый борт уменьшили контрзатоплением до 4°.
Кэптен Халфхайд приказал «Базилиску» подойти к борту «Эдвенчера» и принять раненых. Приём раненых завершили к 07:15 и «Эдвенчер» своим ходом медленно двинулся вперёд, однако в 07:47 остановил машины из-за попадания в топливо морской воды. «Базилиск» приготовился буксировать минный заградитель, но через 20 минут механикам удалось переключить насосы на неповреждённые цистерны и снова дать ход 6, а затем и 8 узлов.
В 08:25 еще один взрыв прогремел под кормой эсминца «Бланш», после чего тот потерял ход и осел в воду, но держался на плаву. На его борту было 2 убитых и 12 раненых. Вскоре на помощь ему прибыл буксир «Фабия», однако в 09:50 эсминец затонул.
В 09:52 Халфхайд отправил «Базилиск» с ранеными в Ширнесс; сам же «Эдвенчер» прибыл туда в 12:28.
16 ноября крейсер был переведён на королевскую верфь в Чатеме и поставлен там в сухой док. Осмотр корабля показал, что повреждения гораздо серьезнее, чем казалось на первый взгляд. После проведения неотложных работ корабль перевели на длительный ремонт в Плимут, после чего корабль вывели из состава флота, а его экипаж — распределили по другим кораблям. Восстановительный ремонт занял 9 месяцев.
Впоследствии стало известно, что «Эдвенчер» и «Бланш» подорвались на донных минах, выставленных за несколько часов до этого германскими эскадренными миноносцами «Вильгельм Хайдкамп», «Карл Гальстер», «Герман Кюнне» и «Ганс Людеман».

#### 1940 год
18 августа 1940 года на «Эдвенчер» прибыл костяк нового экипажа во главе с командиром корабля кэптеном Норманом В. Грэйсом. Ровно через месяц корабль вышел на послеремонтные испытания, на нём началась подготовка к возобновлению боевой работы. В начале октября минный заградитель перебазировался в Скапа-Флоу, а 17 октября, после завершения курса боевой подготовки, вошёл в состав 1-й эскадре минных заградителей, базировавшейся в заливе Лох-Алш на северо-западе Шотландии (база под секретным индексом ZA в посёлке Кайл-оф-Лохалш).
Первым заданием корабля стало участие в постановке глубоководного противолодочного минного заграждения SN-44 на северо-западных подходах совместно со вспомогательными минными заградителями «Саузерн Принс», «Порт Нэпьер», «Порт Квебек» и «Менесфеус». После завершения постановки «Эдвенчер» был переподчинён командованию Западных Подходов и перешёл в Милфорд-Хэйвен. С 15 по 24 ноября, действуя без эскорта, выставил три противолодочных заграждения (ZME-1, ZME-2 и ZME-3) в проливе Святого Георга.
В это время британское командование решило выставить минные заграждения в Бискайском заливе — на маршрутах развёртывания германских подводных лодок. 2 декабря «Эдвенчер» в сопровождении эсминцев вышел в море и выставил заграждение GQ-1 в районе банки Литтл-Сол к западу от Бреста. Из-за шторма не удалось выставить второе заграждение (GQ-2) и корабль отправился в Милфорд-Хэйвен для продолжения постановок оборонительных заграждений в проливе Святого Георга. 5 декабря «Эдвенчер» выставил шесть линий (ZME 4—9). 29 декабря «Эдвенчер» с эсминцами вновь ушёл в Бискайский залив и выставил там заграждение GQ-2, после чего вернулся в Милфорд-Хэйвен.

#### 1941 год
5 января 1941 года «Эдвенчер» выставил заграждения ZME 10—14 в проливе Святого Георга.
В середине января, в связи с возобновлением налётов германской авиации, был получен приказ перейти в Ливерпуль для обеспечения противовоздушной обороны порта. 14 января на входе в Ливерпульский залив «Эдвенчер» подорвался на донной мине и получил обширные и серьёзные повреждения. Осмотрен специалистами в тот же день, но из-за загруженности верфей ремонт затянулся на полгода. Кроме того, 7 мая, во время очередного налёта бомбардировщиков люфтваффе, корабль получил дополнительные повреждения, когда авиабомба попала прямо в стоящее у борта «Эдвенчера» вспомогательное судно «Мэплин».
В июле ремонт «Эдвенчера» был завершён, после чего заградитель был передан в подчинение командира 1-й эскадры крейсеров Флота метрополии контр-адмирала Уэйк-Уокера. «Эдвенчер» должен был доставить в Мурманск 200 морских мин, 1000 глубинных бомб, парашюты и специальные пиротехнические материалы под прикрытием авианосцев «Фьюриес», «Викториес», тяжёлых крейсеров «Девоншир», «Саффолк» и шести эскадренных миноносцев (Соединение P), осуществлявших операцию EF — удар по германским коммуникациям в Петсамо и Киркенесе.
23 июля в 00:30 «Эдвенчер» вышел из Скапа-Флоу и перешёл в исландский Сейдис-фьорд, чуть позже туда прибыли остальные корабли Соединения P. 26 июля в 17:45 корабль покинул Сейдис-фьорд в сопровождении эсминца «Энтони» и направился в точку рандеву с Соединением P, куда прибыл в 05:50 28 июля. К 3 часам утра 30 июля соединение вошло в район развёртывания в 130 морских милях от Мурманска, где «Эдвенчер» отделился от других кораблей и продолжил путь самостоятельно. 31 июля в 16:18 у мыса Городецкого британский корабль встретился с советским эсминцем «Сокрушительный». В 8 часов утра 1 августа корабли прибыли в Архангельск. Это стал первый за время войны заход британского корабля в советский порт. Доставленные «Эдвенчером» донные мины A-1-4 уже в сентябре ставились кораблями Черноморского флота в оборонительных заграждениях; под привезённые глубинные бомбы были переоборудованы корабли одного отряда малых охотников Северного флота.
4 августа «Эдвенчер» покинул Архангельск, советские эсминцы «Сокрушительный» и «Грозный» сопроводили его до мыса Канин Нос, после чего он продолжил путь без эскорта. Из-за неполадок в силовой установке скорость «Эдвенчера» на переходе упала, тем не менее, 12 августа корабль благополучно прибыл в Кайл-оф-Лохалш.
25 августа «Эдвенчер» и вспомогательные минные заградители «Саузерн Принс» и «Порт Квебек» выставили на линии Северного барража к востоку от Исландии заграждение SN-70A. 26 августа в 00:44 возвращавшийся в базу отряд был атакован германской подводной лодкой U-652 (обер-лейтенант Фраац), которой удалось торпедировать «Саузерн Принс». Судно осталось на плаву и было отконвоировано до пролива Минч прибывшими на помощь эсминцами «Лайтнинг» и «Лэмертон», после чего ушло на ремонт в Белфаст.
В этом походе вновь дали о себе знать проблемы с энергетической установкой «Эдвенчера», поэтому 30 августа он был направлен в Ливерпуль для проведения ремонта. Осмотр выявил нарушение центровки осей турбин, что потребовало серьёзного ремонта, который вместе с послеремонтными испытаниями затянулся на четыре месяца — с сентября по декабрь 1941 года.

#### 1942 год
2 января 1942 года «Эдвенчер» вернулся в Лох-Алш в состав 1-й эскадры минных заградителей. 9 января совместно с «Саузерн Принс», «Менесфеус» и «Агамемнон» выставил у восточного побережья Шотландии заграждение SN-15A, 16 января тем же составом отряда — заграждение SN-15B, являвшееся продолжением предыдущего. 2 февраля, во время постановки SN-17, к отряду присоединился «Порт Квебек».
Сразу по завершении похода кораблю было приказано уйти в Глазго и взять там на борт британскую торговую миссию, направлявшуюся в Мурманск. 3 февраля, на выходе из устья реки Клайд, «Эдвенчер» столкнулся с танкодесантным кораблем «Тасахера», получив серьёзные повреждения, после чего поход в Мурманск был отменён. 13 февраля корабль встал на аварийный ремонт на Клайдской судоверфи, а в марте ушёл в Саутгемптон для завершения восстановительных работ и модернизации.
30 апреля вернулся в состав 1-й эскадры минных заградителей. Далее последовал самый продолжительный период использования «Эдвенчера» по прямому назначению — во второй половине 1942 года эскадра осуществляла постановку многочисленных оборонительных минных заграждений у восточного побережья Британских островов и на линии Северного барража между Исландией и Фарерскими островами. «Эдвенчер» принял участие в следующих операциях:
8 мая — постановка в составе эскадры минного заграждения SN-3A на линии Северного барража в районе Фарерской банки;
15 мая — постановка заграждений SN-16D, SN-16E и SN-16F у восточного побережья, без эскорта;
1 июня — «Эдвенчер», «Саузерн Принс», «Порт Квебек», «Менесфеус» и «Агамемнон» в охранении трёх эсминцев поставили в Датском проливе заграждение SN-72. Ближнее прикрытие операции обеспечивали лёгкий крейсер «Манчестер», дальнее — главные силы Флота метрополии;
11 июня — постановка в составе эскадры в районе Фарерской банки заграждения SN-3B;
19 июня — постановка дополнительной линии заграждения SN-16F у восточного побережья, без эскорта;
21 июня «Эдвенчер» был придан Флоту метрополии для участия в Операции ES. Такое наименования получила проводка фальшивого конвоя, который должен был отвлечь внимание германского командования от проводки реального конвоя — PQ-17. 22 июня «Эдвенчер» вышел в море, где провёл несколько дней, однако, операция не достигла цели и 2 июля корабль вернулся в состав эскадры;
11 июля — в составе эскадры постановка заграждения SN-3C в районе Фарерской банки;
31 июля — постановка заграждения SN-82 на линии Северного барража, в составе эскадры и с эскортом из четырёх эсминцев;
7 августа — постановка заграждения SN-16G у восточного побережья, без эскорта;
21 августа — постановка в Датском проливе в составе эскадры заграждения SN-73. Непосредственное охранение заградителей обеспечивали эсминцы «Каслтон», «Брайтон», «Чарльстон» и «Ньюарк». Дальнее прикрытие — лёгкий крейсер «Аурора» с тремя эсминцами Флота метрополии;
2 сентября — постановка на линии Северного барража заграждения SN-89 (в составе эскадры);
15 сентября — постановка на линии Северного барража южнее Фарерских островов заграждения SN-65A (в составе эскадры);
18 сентября — постановка на линии Северного барража заграждения SN-3E (в составе эскадры);
Октябрь 1942 года 1-я эскадра минных заградителей провела на стоянке в Кайл-оф-Лохалш. В ноябре миннозаградительные операции возобновились, однако «Эдвенчер» принял участие только в двух — постановке заграждения SN-3F в Фарерско-Исландском проходе 1 ноября и заграждения SN-17A у восточного побережья 12 ноября. Вскоре «Эдвенчер» отозвали для доставки груза в Северную Африку, где после высадки союзников шли упорные бои.
15 ноября в Плимуте «Эдвенчер» принял на борт 2000 авиационных мин и глубинных бомб и 20 ноября отправился в Гибралтар. 1 декабря вернулся в Милфорд-Хэйвен. 12 декабря вновь ушёл в Гибралтар, имея на борту персонал Королевских ВВС, запасные части и различные припасы. 27 декабря вернулся в Плимут и встал на ремонт повреждений, полученных на переходе в штормовых условиях.

#### 1943 год
5 января 1943 года, после того, как работы были закончены, «Эдвенчер» вышел в море, чтобы вновь присоединиться к 1-й эскадре минных заградителей в Лох-Алше, однако по пути был перенаправлен в Милфорд-Хэйвен. 15 января выставил глубоководное противолодочное заграждение HS-1 у западной границы уже существующего минного поля в проливе Святого Георга. Затем планы командования вновь изменились и команде «Эдвенчера» предстояло готовиться к очередному походу на Средиземное море, где в это время союзники начали минировать Тунисский пролив.
21 января «Эдвенчер» с грузом мин отправился в Гибралтар, где передал половину груза на быстроходный минный заградитель «Эбдиэл», затем ушёл в Оран. Там 4 февраля он выгрузил оставшиеся мины и затем вернулся в Милфорд-Хэйвен за новой партией. Вскоре туда же прибыл и «Эбдиэл». 19 февраля оба заградителя, гружёные минами, ушли в Оран. Затем «Эбдиэл» поставил мины в Тунисском заливе, а «Эдвенчер» 28 февраля перешёл в Алжир, где ожидал «Эбдиэл», чтобы передать ему оставшиеся мины. Когда минная палуба опустела, все повторилось сначала: 14 марта «Эдвенчер» отправился в Милфорд-Хэйвен, 18 марта принял там мины и 23 марта вышел в обратный путь. Выполнив задачу, 8 апреля корабль зашёл в Гибралтар, откуда отправился в метрополию.
10 апреля 1943 года в 375 милях к западу от Виго «Эдвенчер» обнаружил германский блокадопрорыватель «Ирене» (бывший норвежский «Сильваплана», 4793 брт, капитан Вендт), возвращавшийся из Японии. «Эдвенчер» приблизился и дал два выстрела из 120-мм орудия, после чего немцы затопили своё судно. Англичане подобрали 157 человек, находившихся на борту блокадопрорывателя, в том числе 101 члена команды. «Ирене» стало последним судном, попытавшимся прорвать морскую блокаду Германии.
12 апреля минный заградитель прибыл в Милфорд-Хэйвен. В пути он снова испытывал проблемы с турбинами, поэтому уже через три дня был поставлен в ремонт, занявший около месяца. 22 мая заградитель принял груз мин для переброски в Мерс-эль-Кебир, а позже — различные грузы для действовавших на Средиземноморском театре боевых катеров. В первых числах июня «Эдвенчер» пришёл на Средиземное море, где оставался до конца месяца, служа в качестве плавбазы прибрежных сил.
Обратный переход в Великобританию показал, что износ силовой установки достиг критического уровня, так что корабль было решено использовать в качестве плавучей базы и плавучей мастерской. 3 июля корабль встал на очередной ремонт в Девонпорте, по завершении которого, 26 июля, перешёл в Милфорд-Хэйвен. 4 августа «Эдвенчер» столкнулся с вооружённым траулером «Ланди», повредив набор корпуса и обшивку. Временный ремонт произвели в Милфорд-Хэйвене, но не успел он завершиться, как вновь дала о себе знать проблемная силовая установка. 14 сентября некогда быстроходный минный заградитель с трудом перешёл в Девонпорт, где был поставлен в док.
2 ноября «Эдвенчер» завершил ремонт, прошёл испытания и был признан боеготовым, однако его некогда высокие ходовые качества оставляли желать лучшего, да и турбины вызывали постоянное беспокойство у механиков. Перед командованием Плимутского военно-морского округа, которому был придан корабль, встал вопрос о его дальнейшем использовании. В конечном итоге было решено переоборудовать «Эдвенчер» в плавучую мастерскую для десантно-высадочных средств для грядущей масштабной высадки в Нормандии. 11 ноября корабль перешёл в Ливерпуль, где и началось обширное переоборудование, занявшее около четырёх месяцев.

#### 1944 год
Кэптен Рональд Боуз-Лайон получил новое назначение, и 1 января 1944 года новым командиром корабля стал отставной коммандер Уильям Уокер, которому присвоили временное звание кэптена. Впрочем, еще до завершения ремонта его сменил коммандер Алан Шеффилд.
13 марта 1944 года «Эдвенчер», переведённый в класс десантных кораблей (англ. Landing Ship (Engineering)), перешёл в Портленд, где стал использоваться как плавучая казарма. В апреле его перевели в Портсмут и передали в подчинение военно-морскому командующему союзных экспедиционных сил. Согласно плану операции «Нептун», «Эдвенчер» вошёл в состав Соединения G (коммодор Дуглас Пеннант), бывшего частью Восточного оперативного соединения.
19 июня «Эдвенчер» отшвартовался в искусственной гавани «Малберри-В» у Арроманша. Технические специалисты сразу же приступили к ремонту десантных катеров, повреждённых накануне сильным штормом, а также ремонту другой техники. Этой работой корабль был занят в течение нескольких следующих месяцев, перемещаясь между побережьем Нормандии и различными базами на побережье Британских островов. В августе корабль передали в состав Флота метрополии.
В октябре 1944 года «Эдвенчер» перешёл в Портсмут, где его вывели в резерв, однако уже 10 октября вновь вернули в строй, но с уменьшенным экипажем, придав Портсмутскому командованию в качестве плавучей мастерской.

#### 1945 год
После капитуляции Германии «Эдвенчер» передали командованию оккупационными силами. 14 мая 1945 года корабль прибыл в Вильгельмсхафен, однако пробыл там недолго. В июне «Эдвенчер» вернулся в Портсмут, где и оставался, ожидая решения о дальней участи.
25 июля 1945 года «Эдвенчер» был исключён из состава действующего флота, разоружён и выведен в резерв. В августе корабль перевели в Фалмут, где он и оставался до окончательного списания. 10 июля 1947 года корабль продали на слом фирме «T. W. Ward Ltd.»; 20 июля бывший минный заградитель прибыл на разборку в Брайтон-Ферри.
За годы Второй мировой войны «Эдвенчер» выставил 12 401 мину.

## Комментарии
1. ↑  С. В. Патянин пишет о четырёх люках всего, то есть о двух с каждого борта
2. ↑  С. В. Патянин пишет о четырёх дизельных двигателях
3. ↑  Не путать с адмиралом Эндрю Каннигхэмом